# Náttúra
Náttúra è una canzone di Björk, pubblicata come singolo nel 2008 per promuovere il rispetto dell'ambiente in Islanda, paese d'origine della cantante. Tutti i proventi del singolo sono stati donati alla Náttúra Foundation, la campagna per la salvaguardia dell'ambiente che dà il nome alla canzone. Il singolo è stato inizialmente svelato dal fan-site in lingua francese dell'artista ed è stato, poi, confermato da rappresentanti di Björk. Il 20 ottobre 2008 viene pubblicato in esclusiva per iTunes. L'esclusiva è scaduta dopo una settimana e dal 27 ottobre il singolo è stato distribuito anche da altri siti specializzati. Infine, il 20 aprile 2009 il singolo viene pubblicato fisicamente su vinile white label e venduto sul negozio on line dell'etichetta One Little Independent Records.
L'editore di Björk ha confermato la partecipazione alla registrazione, inizialmente discussa, del cantante dei Radiohead Thom Yorke, che ha inviato il suo contributo attraverso una rete di file sharing, durante il Volta Tour dell'artista islandese. Altri artisti hanno contribuito, tra i quali Brian Chippendale dei Lightning Bolt e artisti che avevano già collaborato con la cantante, Mark Bell e Matthew Herbert.

## Tracce
Singolo digitale
1. Náttúra – 3:49

Vinile white label 12 pollici
1. Náttúra (Switch Remix) – 5:18
2. Náttúra – 3:49

## Classifiche
| Paese  | Posizione più alta |
| ------ | ------------------ |
| Svezia | 39                 |